# Angelika Ogryzek
Angelika Ogryzek-Manikowska (ur. 1992 w Szczecinie) – Miss Polski 2011.
Nim została Miss Polski, zdobyła tytuł Miss Pomorza Zachodniego 2011 (w tymże roku ukończyła II Liceum Ogólnokształcące im. Mieszka I w Szczecinie i rozpoczęła studia prawnicze na Uniwersytecie Szczecińskim). 
Angelika reprezentowała Polskę w konkursie Miss World 2011, który odbył się w Londynie 6 listopada 2011 roku, nie dostała się jednak do czołowej dwudziestki. Awansowała jednak do TOP10 w konkursie Miss Suprantional 2013. Podczas konkursu Miss Grand International 2014, organizowanego w Tajlandii, Angelika Ogryzek znalazła się w TOP10 najpiękniejszych kobiet oraz TOP25 w kategorii „Najpiękniejsze w strojach kąpielowych”.
Została radcą prawnym.